# Muziekinstrumentenmuseum (Brussel)
Het Muziekinstrumentenmuseum (MIM) is het vierde departement van de Koninklijke Musea voor Kunst en Geschiedenis. Het is een muziekinstrumentenmuseum ondergebracht in het voormalige warenhuis "Old England", aan de Hofbergstraat in het centrum van Brussel. Het museum is internationaal bekend en bezit meer dan 8000 instrumenten.
De collectie omvat een zeer uitgebreide verzameling klassieke, exotische en volkskundige muziekinstrumenten. Deze collectie komt uit de Koninklijke Collectie van Leopold II. Men leert er ook over hun geschiedenis, hun vervaardiging en hun werking. 

## Geschiedenis
Oorspronkelijk was het Muziekinstrumentenmuseum een afdeling van het Conservatorium van Brussel: de collectie was bedoeld om de studenten kennis te laten maken met historische instrumenten. In 1877 werd de eigenlijke MIM-collectie samengesteld. Deze bevat een honderdtal Indische instrumenten die door Radja Sourindro Mohun Tagore aan Leopold II geschonken waren in 1876, en de collectie van de Belgische musicoloog François-Joseph Fétis, die in 1872 overgekocht werd door de Belgische overheid en in het Conservatorium geplaatst werd, waar Fétis de eerste directeur was. 
De eerste conservator van de collectie, Victor-Charles Mahillon, zorgde voor een grote uitbreiding van de collectie via filantropen, amateurverzamelaars en Belgische diplomaten in het buitenland. Bij zijn dood in 1924 bezat het MIM zo’n 3666 voorwerpen. Fétis werd opgevolgd door François-Auguste Gevaert, die er in de jaren 1880 succesvolle concerten organiseerde waarbij leerkrachten en studenten gebruik maakten van deze collectie.
Na de Eerste Wereldoorlog werden donaties zeldzamer: tussen 1924 en 1968 verkreeg het museum maar circa 1000 nieuwe voorwerpen. Doorheen de twee Wereldoorlogen hielden conservatoren zich dan ook voornamelijk bezig met het behoud van de bestaande collectie, eerder dan acquisitie. Roger Bragard, die van 1957 tot 1968 conservator was aan het MIM, kreeg grotere budgetten van de toenmalige minister van cultuur, waardoor renovaties konden gebeuren, meer personeel kon ingehuurd worden, concerten opnieuw konden georganiseerd worden, en nieuwe, zeldzame stukken aan de collectie konden toegevoegd worden.

## Tentoonstellingen
De collectie van dit museum geeft een beeld van de Belgische muzikale geschiedenis (waaronder de rol van Brussel in het produceren van blokfluiten in de 18e en 19e eeuw, en België als het thuisland van instrumentenbouwer Adolphe Sax), de Europese muzikale tradities en van niet-Europese muzikale instrumenten. Het museum beschikt over een collectie van zo'n 10.000 instrumenten waarvan er 1.200 worden tentoongesteld. Mechanische instrumenten worden tentoongesteld in de kelder, traditionele instrumenten huizen op het gelijkvloers, de ontwikkeling van de moderne orkestinstrumenten is te bestuderen op de eerste verdieping, en de toets- en snaarinstrumenten kunnen bezichtigd worden op de tweede verdieping. Bezoekers krijgen tijdens hun bezoek hoofdtelefoons mee waarmee ze naar een 200-tal muzikale fragmenten kunnen luisteren.
Het museum beschikt voor zover bekend als enige ter wereld over een exemplaar van de Luthéal, een instrument dat gebruikt werd door Maurice Ravel. Ook bezit het de Rottenburgh altblokfluit, instrumenten uitgevonden door Adolphe Sax en een uniek Chinese stenen klokkenspel. De contrabas van Jean Warland, in 2016 door het Erfgoedfonds van de Koning Boudewijnstichting aangekocht, wordt in het museum bewaard.

## Galerij

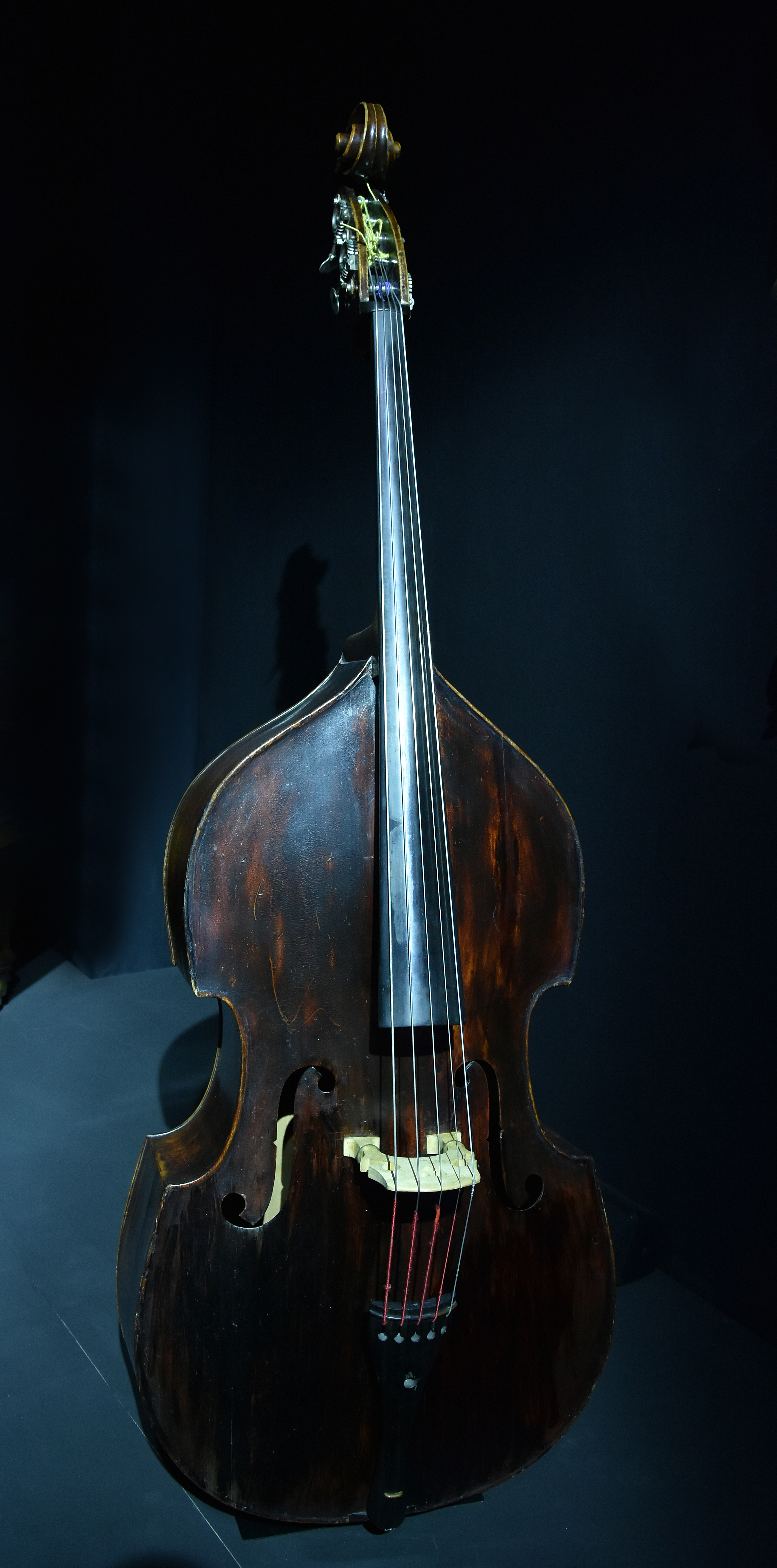
De contrabas van Jean Warland
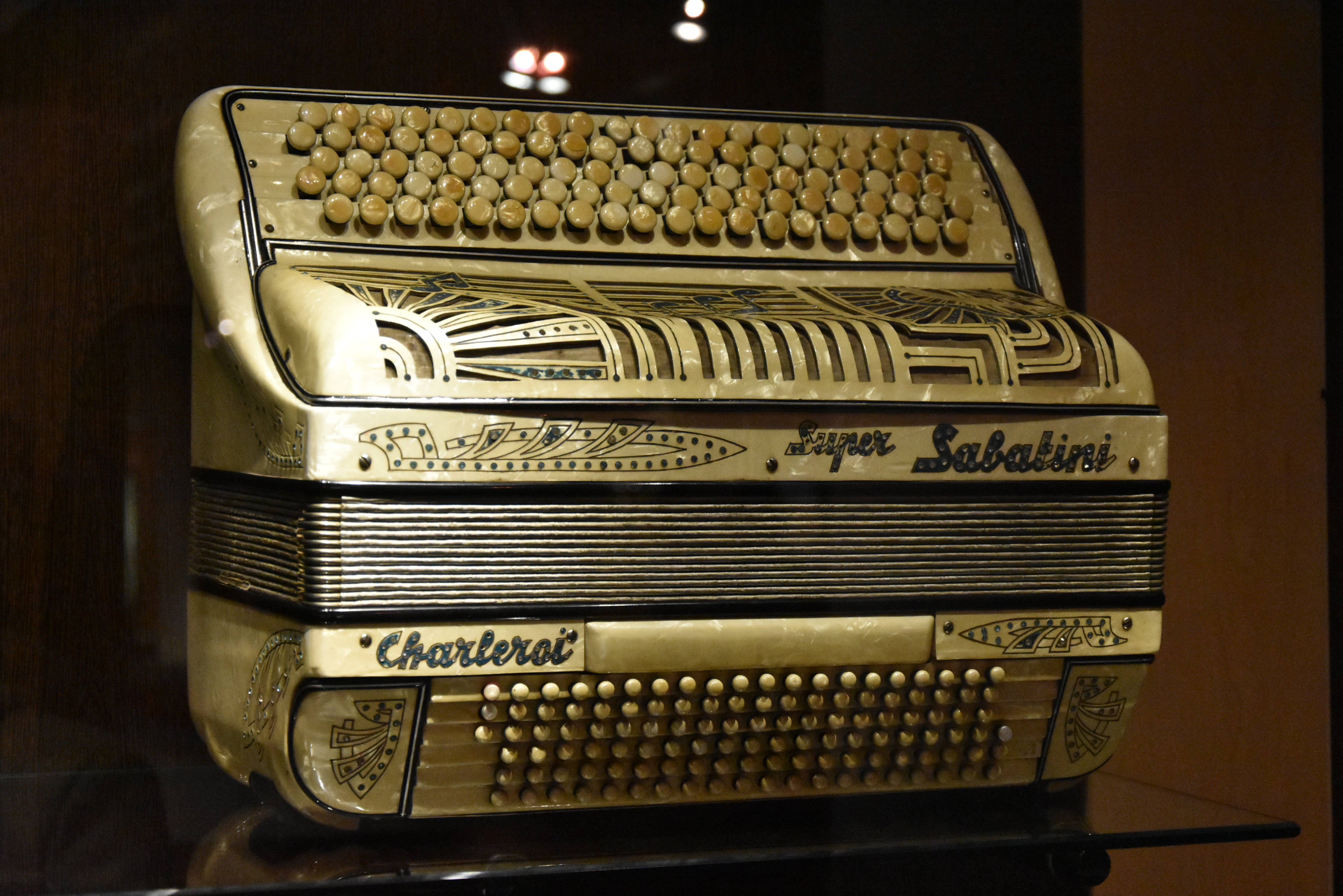
Unisoon accordeon van Enrico Sabatini (1950)
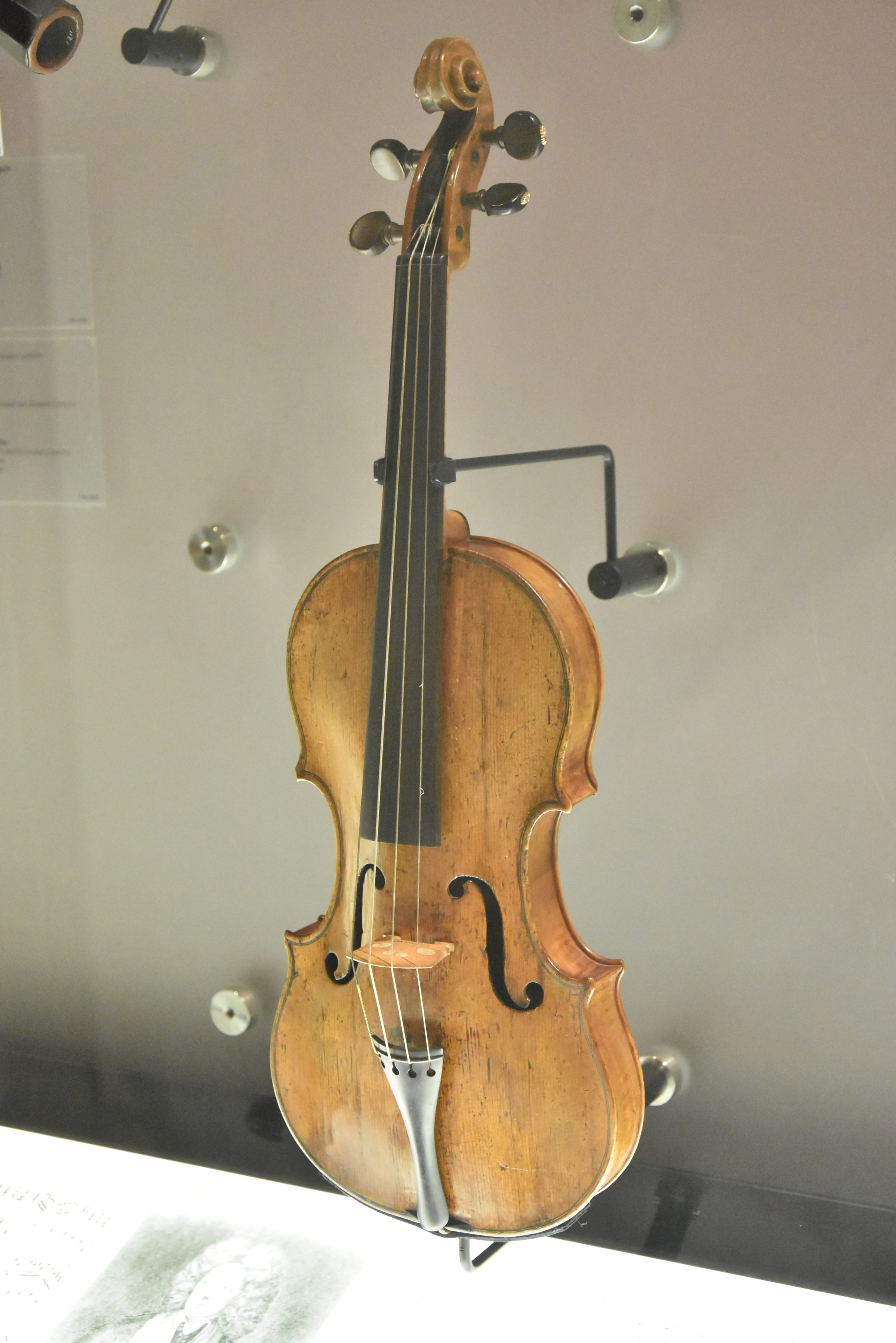
Viool van Girolamo Amati (1611) uit Cremona
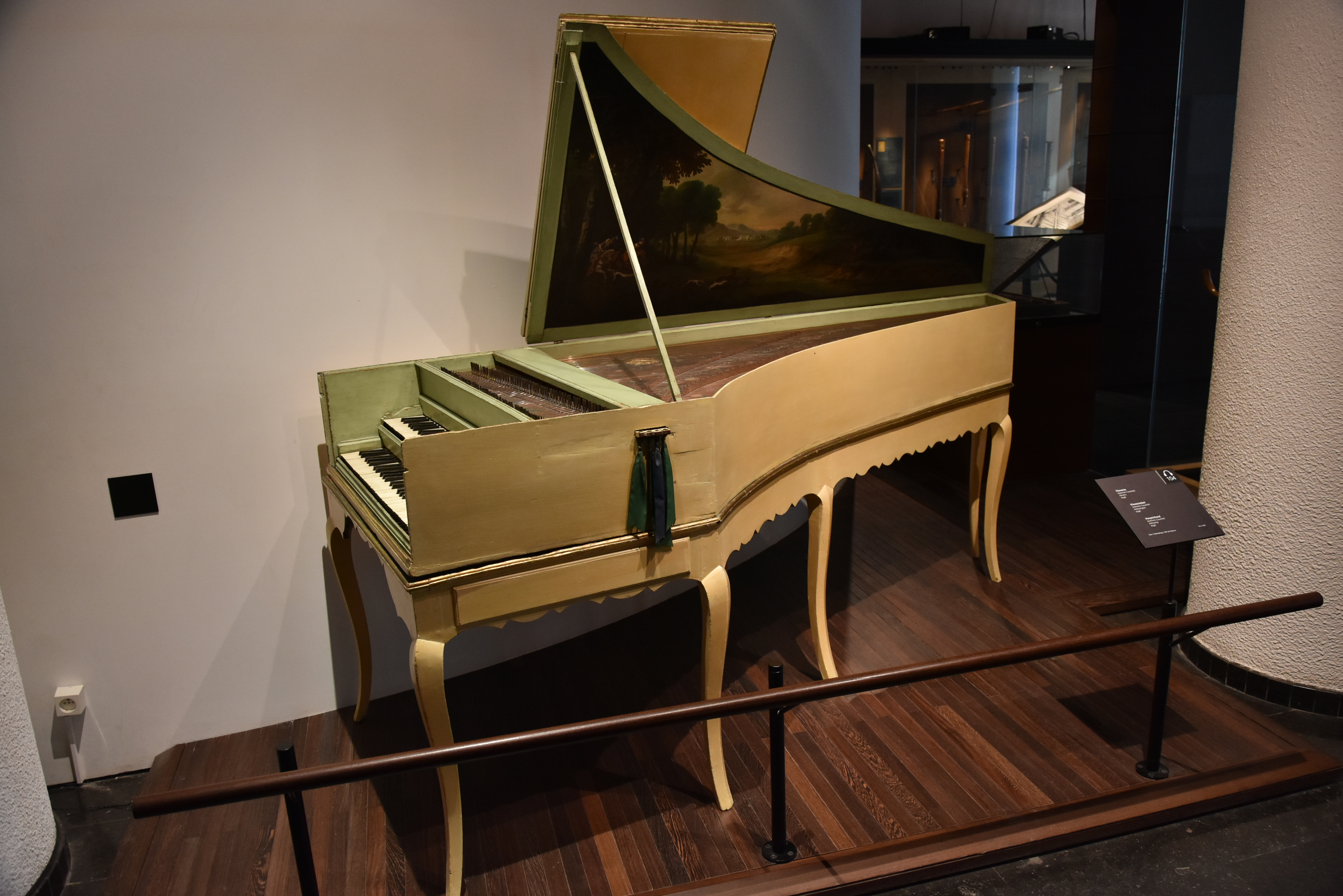
Klavecimbel (1646) van Joannes Couchet uit Antwerpen
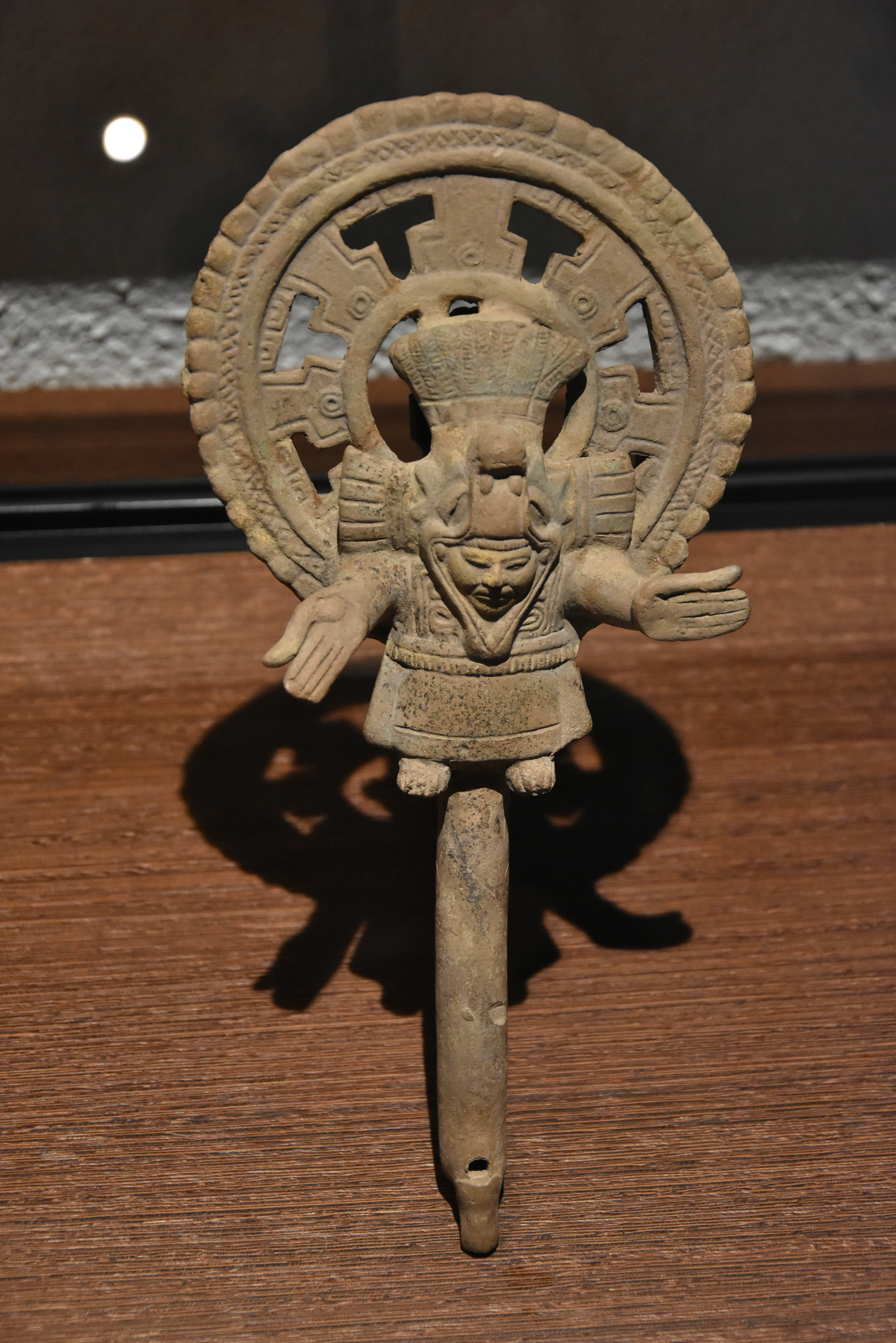
Fluitje uit Veracruz (anno 600-900)

## Conservatoren
- Victor-Charles Mahillon (1877-1924)
- Ernest Closson (1924–1936)
- Herman Closson (1936–1945)
- René Lyr (1945–1957)
- Roger Bragard (1957-1968)
- René de Maeyer (1968–1989)
- Nicolas Meeùs (1989–1995)
- Malou Haine (1995–2009)